# Костромцов, Владимир Николаевич
Владимир Николаевич Костромцов — советский хозяйственный и политический деятель.

## Биография
Родился в 1939 году в Вологодской области. Член КПСС.
В 1959—1991 гг. — рабочий Центральных ремонтно-механических мастерских города Череповец Вологодской области, газоэлектросварщик, бригадир сварщиков Калининградского судоремонтного завода Министерства рыбного хозяйства СССР.
Указами Президиума Верховного Совета СССР от 4 мая 1975 года и 17 марта 1981 года награждён орденами Трудовой Славы 3-й и 2-й степени.
Указом Президиума Верховного Совета СССР от 4 июля 1986 года награждён орденом Трудовой Славы 1-й степени, став полным кавалером ордена Трудовой Славы.
Делегат XXVII съезда КПСС.
Живёт в Калининграде.